# Prora
Prora je rekreační areál u města Binz na německém ostrově Rujána. V letech 1936 až 1939 zde organizace Kraft durch Freude budovala největší prázdninové letovisko na světě nazvané Koloss von Prora: osm obytných bloků se podle projektu mělo táhnout v délce 4,5 km podél pobřeží zálivu Prorer Wiek ve vzdálenosti 150 m od pláže. Podle plánů nacistických funkcionářů zde mělo trávit dovolenou u moře až dvacet tisíc německých dělníků naráz. Albert Speer vybral plán architekta Clemense Klotze, který počítal s dvoulůžkovými pokoji s výhledem na moře, ubytovací zařízení mělo být vybaveno také biografem, koncertním sálem a sportovišti. Projekt byl oceněn na Světové výstavě 1937 v Paříži.
Po vypuknutí druhé světové války byly práce na výstavbě zastaveny. Po válce zde byli ubytováni vyhnanci z východní Evropy, poté v areálu cvičila Sovětská armáda a tři z osmi bloků byly zničeny, zbytek využívala od roku 1956 Nationale Volksarmee jako kasárna. Po sjednocení Německa se část budov adaptovala na hostel, zbytek byl ponechán svému osudu a ničil ho zub času i vandalové. V roce 2000 bylo založeno dokumentační středisko s expozicí připomínající souvislost Prory s nacistickou propagandou.
V roce 2004 německý stát odprodal komplex soukromým investorům, v roce 2017 byl zahájen prodej luxusních apartmánů. Dokončení rekonstrukce je plánováno na rok 2022.